# مجموعة الإثنين

الصين والولايات المتحدة

مجموعة الإثنين أو مجموعة الدولتين أو G2 هي علاقة خاصة غير رسمية مقترحة بين جمهورية الصين الشعبية والولايات المتحدة الأمريكية. اقترحها في الأصل س. فرد بيرغستن عام 2005 كعلاقة اقتصادية في المقام الأول، وبدأت تكتسب نطاقًا أوسع من خبراء السياسة الخارجية كمصطلح يعترف بمركزية العلاقات الأمريكية الصينية بالقرب من بداية إدارة أوباما. ومن بين المدافعين البارزين عن الفكرة مستشار الأمن القومي السابق زبيغنيو بريجنسكي والمؤرخ نيال فيرجسون ورئيس البنك الدولي السابق روبرت زوليك وكبير الاقتصاديين السابق جوستين لين.
بصفتهما من أكثر الدول نفوذاً وقوة في العالم، كانت هناك اقتراحات قوية بشكل متزايد داخل الدوائر السياسية الأمريكية لإنشاء علاقة ثنائية خاصة حيث تعمل الولايات المتحدة والصين على إيجاد حلول للمشاكل العالمية معًا، ولمنع حرب باردة جديدة.

## التاريخ
تم طرح المفهوم لأول مرة من قبل الاقتصادي س. فرد بيرغستن في عام 2005. في عام 2009، قدم بيرغستن الحجج التالية لمثل هذه العلاقة:
- شكل الاثنان معًا ما يقرب من نصف إجمالي النمو العالمي خلال فترة الازدهار التي استمرت أربع سنوات قبل الأزمة.
- ستتخطى الصين اليابان قريبًا لتصبح ثاني أكبر اقتصاد في العالم بعد الولايات المتحدة؛
- هما أكبر اقتصادين؛
- هما أكبر دولتين تجاريتين؛
- هما أكبر ملوثين؛
- هما على طرفي نقيض من أكبر اختلال في الميزان التجاري والمالي في العالم: الولايات المتحدة هي أكبر دولة ذات عجز ومدينة بينما الصين هي أكبر دولة فائضة ولديها احتياطيات من الدولار؛
- هما قادة المجموعتين، البلدان الصناعية ذات الدخل المرتفع والأسواق الناشئة / الدول النامية، التي يمثل كل منها الآن حوالي نصف الناتج العالمي.[3]

كان زبغنيو بريجينسكي مدافعًا صريحًا عن هذا المفهوم. قدم الفكرة علنا في بكين في يناير 2009 حيث احتفل البلدان بالذكرى الثلاثين لتأسيس العلاقات الدبلوماسية الرسمية. ويعتبر العلاقات الثنائية غير الرسمية مفيدة في إيجاد حلول للأزمة المالية العالمية وتغير المناخ (انظر سياسة الاحتباس الحراري) والبرنامج النووي لكوريا الشمالية والبرنامج النووي الإيراني والحروب والصراعات الهندية الباكستانية والصراع الإسرائيلي الفلسطيني وعمليات الأمم المتحدة لحفظ السلام والانتشار النووي ونزع السلاح النووي. ووصف مبدأ «الانسجام» بأنه «مهمة جديرة بالبلدين ولديهما إمكانات غير عادية لتشكيل مستقبلنا الجماعي». 
كما دافع المؤرخ نيال فيرجسون عن المفهوم. وصاغ مصطلح صي-ميريكا لوصف الطبيعة التكافلية للعلاقة الاقتصادية بين الولايات المتحدة والصين.
صرح روبرت زوليك، الرئيس السابق للبنك الدولي وجوستين لين، كبير الاقتصاديين السابق للبنك ونائب الرئيس الأول، أن مجموعة الثماني ضرورية للتعافي الاقتصادي وأن على الولايات المتحدة والصين العمل معًا. وذكروا أنه «بدون مجموعة إثنين قوية، فإن مجموعة العشرين ستكون مخيبة للآمال».
بينما نوقشت على نطاق واسع، لم يتم تعريف مفهوم مجموعة الإثنين بالكامل. ووفقًا لما قاله بريجنسكي، فقد وصفت المجموعة الحقائق الحالية، بينما بالنسبة لوزير الخارجية البريطاني السابق ديفيد ميليباند، يمكن أن تظهر المجموعة في المستقبل المنظور.  يقترح ميليباند تكامل الاتحاد الأوروبي كوسيلة لإنشاء مجموعة ثلاثية محتملة تتكون من الولايات المتحدة والصين والاتحاد الأوروبي.
كان الرئيس السابق باراك أوباما ووزيرة الخارجية الأمريكية السابقة هيلاري كلينتون داعمين للغاية للعلاقات الجيدة بين البلدين والمزيد من التعاون بشأن المزيد من القضايا في كثير من الأحيان. صرح وزير الخارجية السابق هنري كيسنجر أن العلاقات الأمريكية الصينية يجب أن «تنتقل إلى مستوى جديد».
غالبًا ما تم استحضار المفهوم في وسائل الإعلام الدولية خلال الاجتماعات الثنائية الرئيسية مثل الحوار الاستراتيجي والاقتصادي وزيارات الدول وكذلك خلال القمم العالمية مثل اجتماعات مجموعة العشرين وقمة كوبنهاغن.